# Sophocles Sophocleous

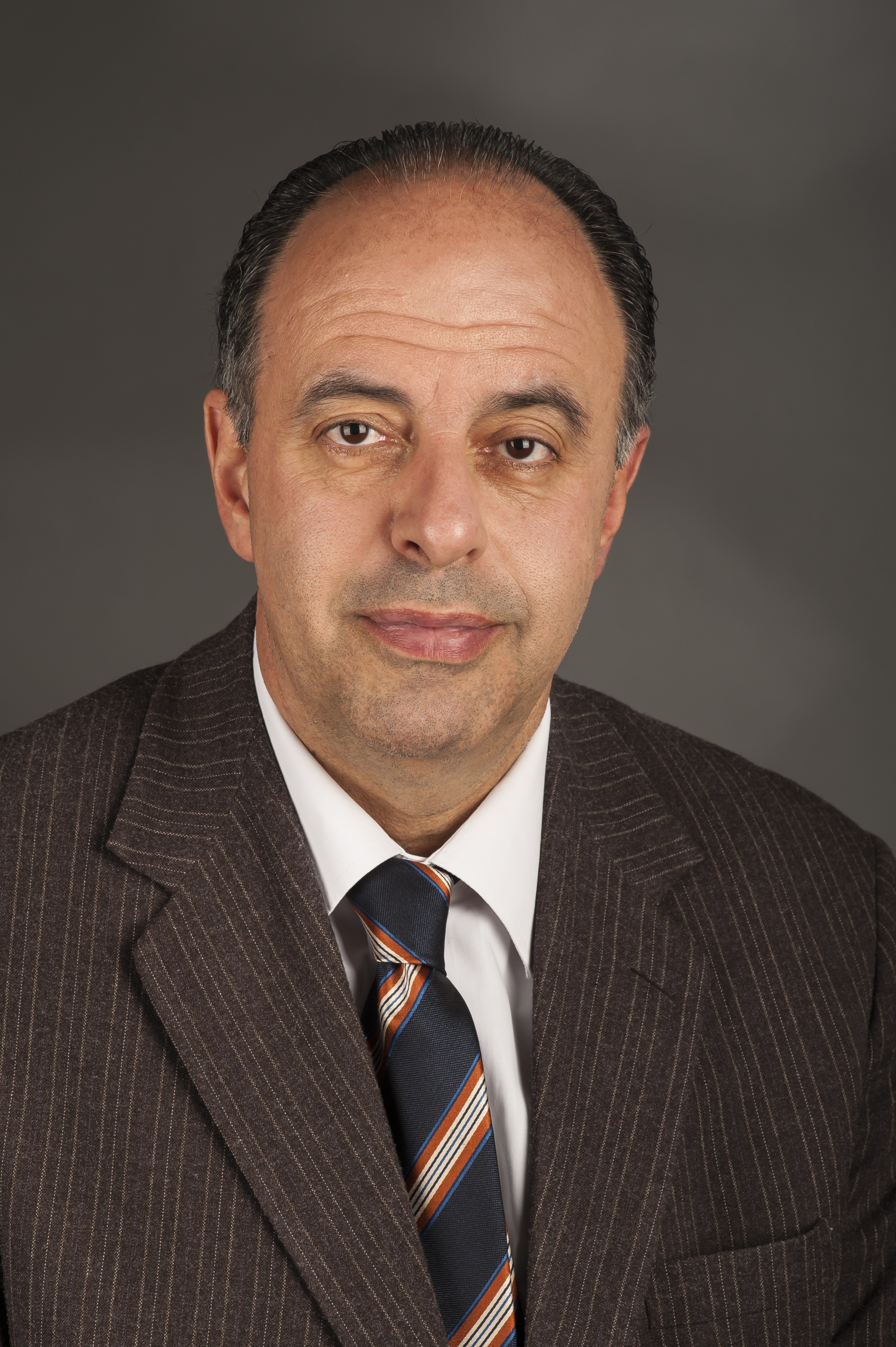
Sophocles Sophocleous

Sophocles Sophocleous (Grieks: Σοφοκλής Σοφοκλέους ) (Lefkara (District Larnaca), 7 augustus 1962) is een Cypriotisch politicus voor de Kinima Sosialdimokraton (EDEK).
Sophocles studeerde af aan de Faculteit Rechtsgeleerdheid van de Aristoteles Universiteit in Thessaloniki. Van 1992 tot 2006 was hij burgemeester van zijn geboortestad en was hij ook vicevoorzitter van het netwerk van stedelijke en regionale partnerschappen. Van 2000-2012 was hij vicevoorzitter van de EDEK. In 2006 werd hij benoemd tot Cypriotische minister van Justitie en Openbare Orde, het ambt dat hij tot het ontslag van de president Tassos Papadopoulos in 2008 uitvoerde. In 2012 verving hij Kyriacos Mavronicholas in het Europees Parlement, waar hij vicevoorzitter van de Subcommissie veiligheid en defensie werd.